# Burg Stapelburg

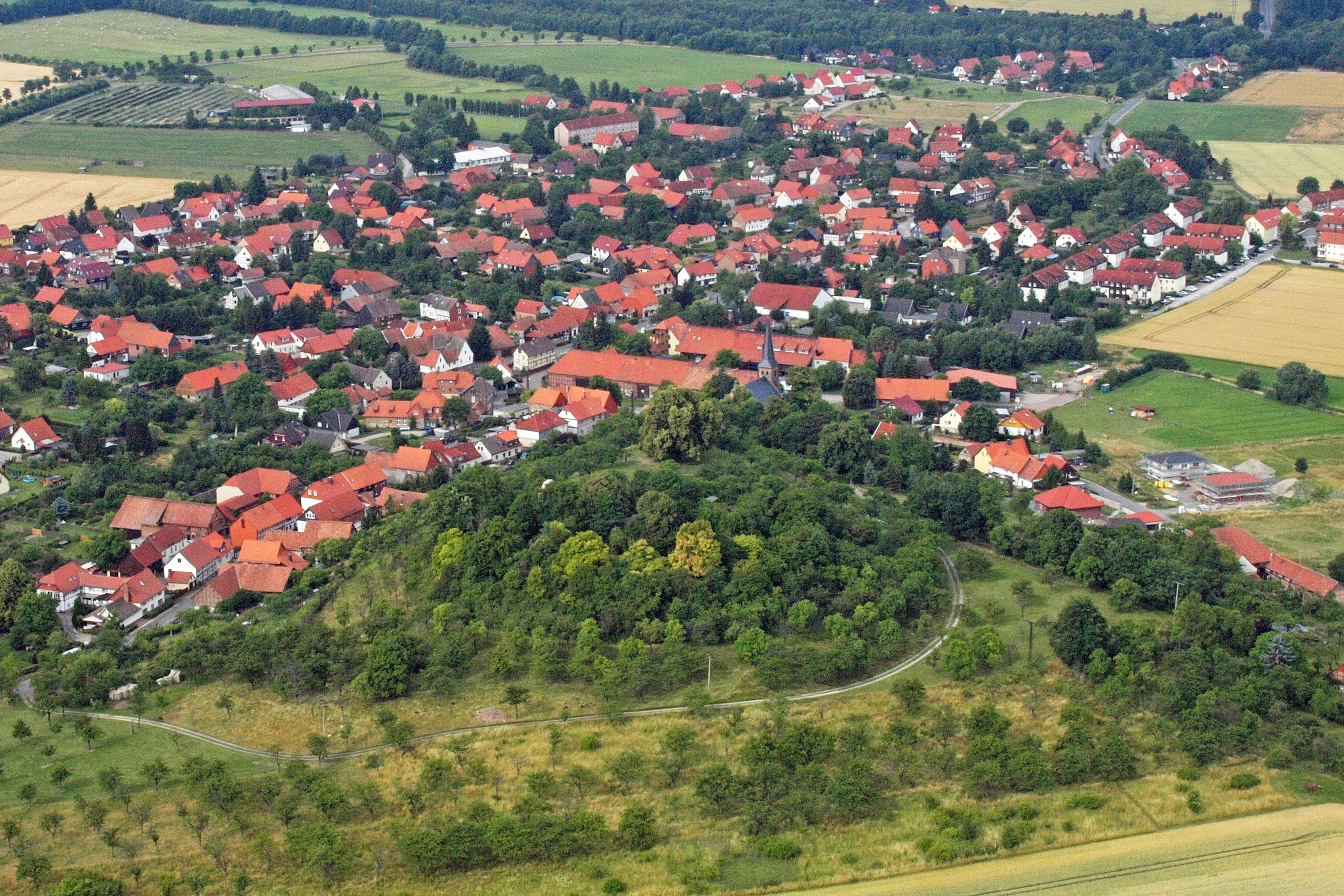
Der Burgberg (2015)

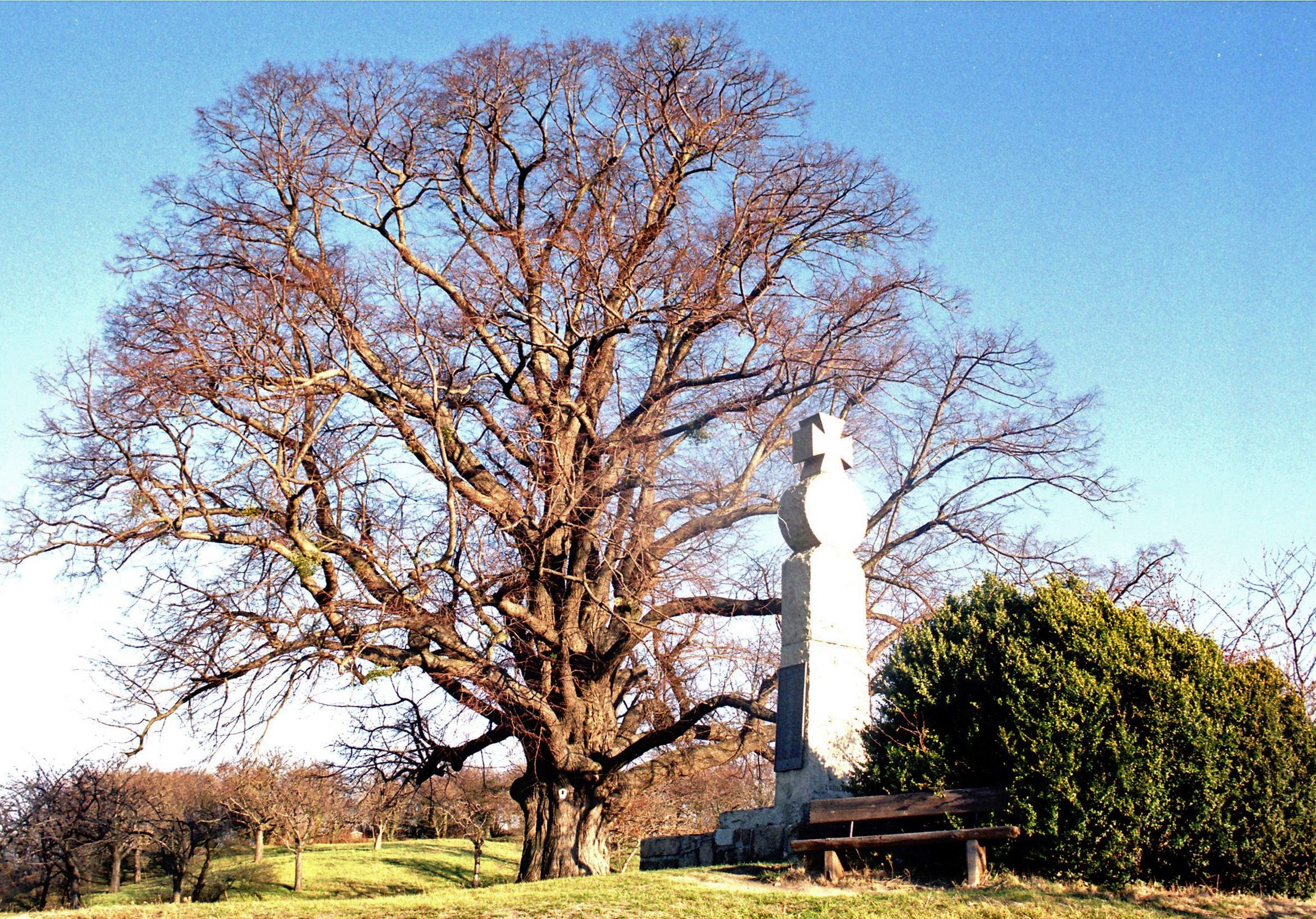
Linde und Kriegerdenkmal (2006)

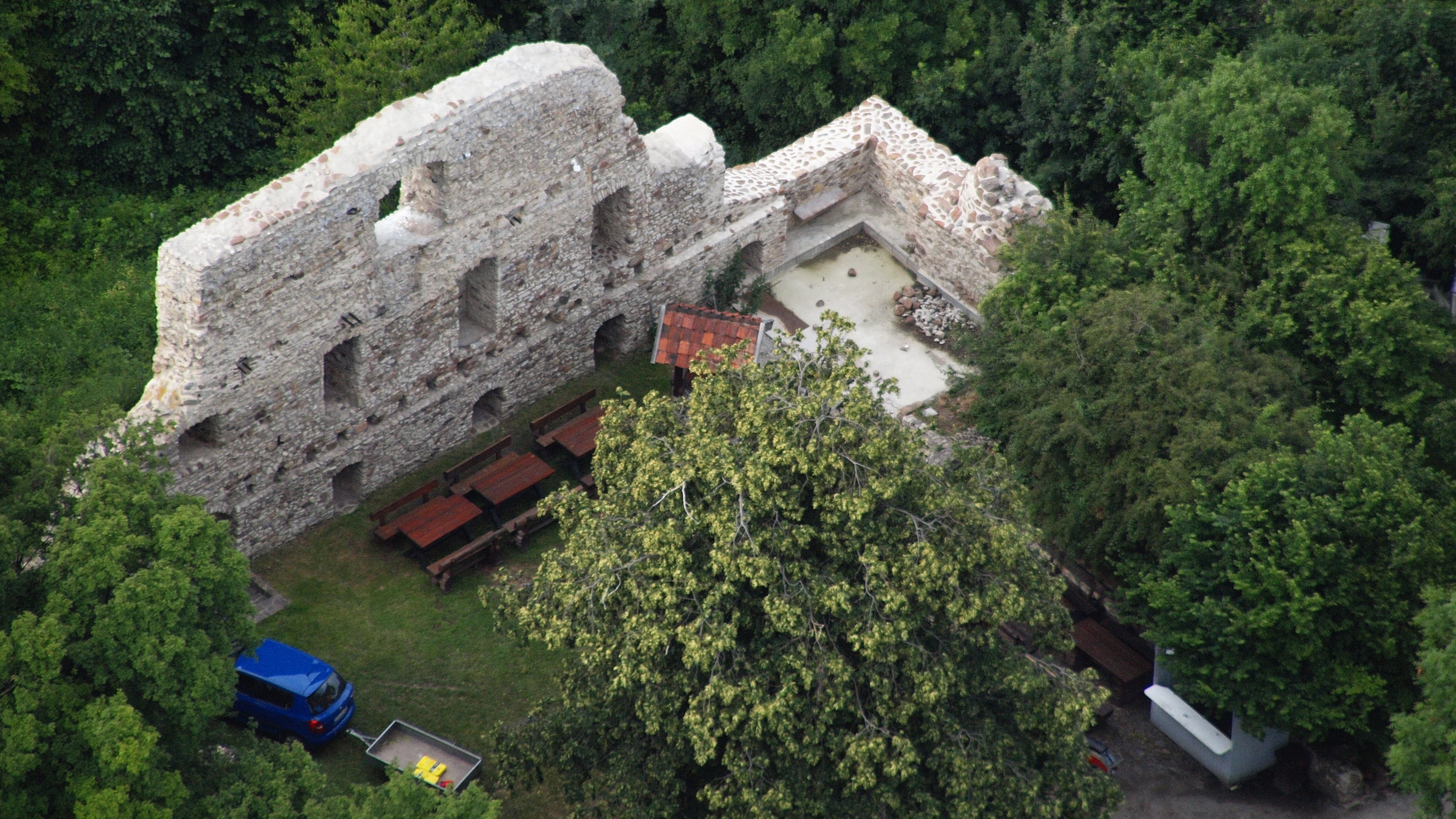
Die Burg von Nordosten (2015)

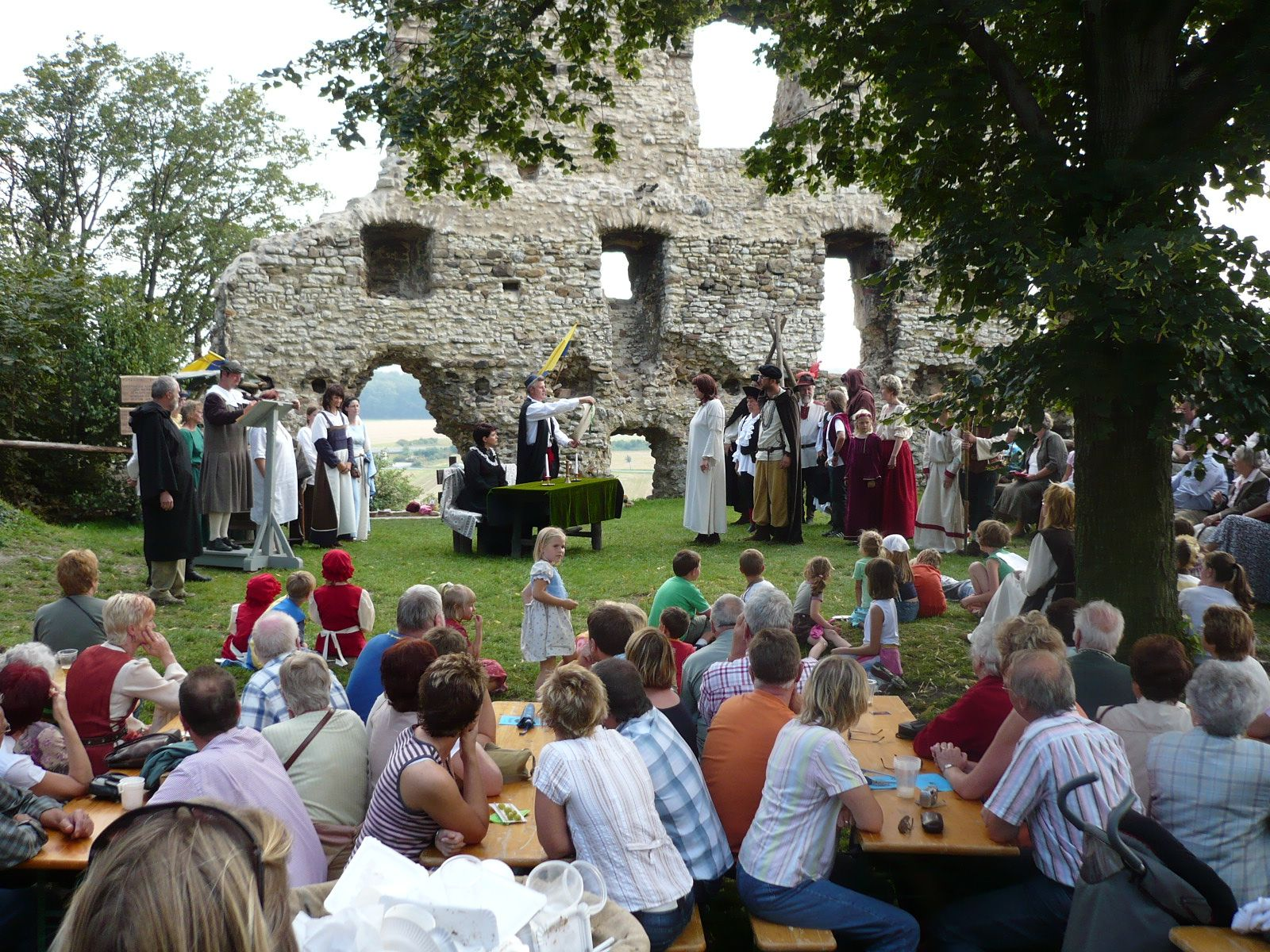
Burgfest 2007, Theateraufführung

Als Burg Stapelburg wird die Ruine einer mittelalterlichen Höhenburg am nördlichen Harzrand in Stapelburg im Landkreis Harz im Land Sachsen-Anhalt bezeichnet.

## Lage und Gestalt
Die Burgruine steht auf einem Hügel, dem Burgberg, am Nordostrand des Dorfes. Dieser erhebt sich etwa 20 Meter über den Ort. Der Zugang erfolgt an der Kirche des Dorfes. Auf etwa halbem Wege befindet sich ein Kriegerdenkmal für Gefallene des Ersten Weltkrieges. Daneben stand bis zum 7. Februar 2022 unter Naturschutz eine sehr große, alte Linde, welche an diesem Tag durch eine Sturmböe zu Fall gebracht wurde. Ein Fahrweg auf den Berg beginnt am Ortsausgang. Den Burgberg umziehen Erdwälle der ehemaligen Befestigungsanlagen, die einen lichten Baumbestand, teilweise Obstbäume, tragen.
Am Südrand des Plateaus steht ein aus Bruchsteinen errichteter Mauerrest der Burg mit Fenster- und Tordurchbrüchen. Weiter nördlich führt eine verschlossene Tür zu einem rekonstruierten ehemaligen Kellerraum der Burg, der als Veranstaltungsraum genutzt wird. Dessen Entlüftungsschacht ist als Brunnenimitation gestaltet.

## Geschichte
Die Stapelburg wurde als Straßenschutzburg und Zollstätte vor dem Jahre 1306 durch die Grafen von Wernigerode an der Heerstraße, die ihr Stammschloss mit der bedeutenden Reichs- und Bergstadt Goslar verband, auf einer die Umgebung um etwa 30 Meter überragenden Anhöhe (Burgberg) errichtet. Die Burg wurde mehrfach verpfändet und gelangte 1394 durch Kauf für 600 Mark in den Besitz des Bistums Halberstadt. Vom Bischof Johannes von Halberstadt nahm Graf Botho zu Stolberg am 25. Januar 1432 dessen Schloss Stapelburg nebst Zubehör als Pfand in Empfang, nachdem es bereits zuvor an den 1429 verstorbenen letzten Wernigeröder Grafen verpfändet gewesen sein soll. Stapelburg wurde jedoch vom Bistum Halberstadt wieder eingelöst und an Heinrich von Bila weiterverpfändet, der letzter Pfandinhaber war, bevor Stapelburg von Bischof Gebhard von Halberstadt am 4. Juni 1463 für 200 Rheinische Gulden auf Lebenszeit – also bis 1511 – an Graf Heinrich (d. Ä.) zu Stolberg verpfändet wurde. In dessen letzten Lebensjahren war die Stapelburg ziemlich verfallen. Der alternde Graf und sein Sohn Botho verpflichteten sich am 13. April 1509 gegenüber dem Administrator des Hochstifts Halberstadt, Erzbischof Ernst von Magdeburg, die Stapelburg innerhalb von acht Jahren wiederaufzubauen, so dass darauf erneut ein Edel- oder Amtmann seinen Sitz nehmen könne. Daraufhin wurden die beiden Stolberger mit Stapelburg belehnt.
1559 setzte der Erzbischof Sigismund von Magdeburg als Administrator des Hochstifts Halberstadt gegen den Willen der stark verschuldeten Grafen zu Stolberg den früheren halberstädtischen Rat Dr. Heinrich von Bila, der als Beisitzer am Reichskammergericht tätig war, und dessen Brüder in Stapelburg ein. Sie bauten für sich am Fuß der Stapelburg spätestens 1563 das Vorwerk Bila(n)shausen und für ihre Leute zeitgleich eine dörfliche Siedlung, auf die der Name Stapelburg überging. Die Erben des Dr. von Bila verkauften Burg und Dorf Stapelburg 1596 für 45.000 Taler an Statius von Münchhausen. Nach dessen Konkurs (1619) gelangte der Besitz im Jahre 1625 wiederum an das Domkapitel Halberstadt. Nach langen Verhandlungen gelang es Graf Christian Ernst zu Stolberg-Wernigerode, im Berliner Vergleich mit dem Domkapitel Halberstadt vom 11. März 1722 Stapelburg für die nächsten Jahrhunderte als Zubehör der Grafschaft Wernigerode dauerhaft zu sichern. König Friedrich Wilhelm I. von Preußen stellte am 11. Dezember 1727 durch endgültige Beseitigung der Hoheitsansprüche des inzwischen preußisch gewordenen Halberstädter Domkapitels die alte Verbindung mit der Grafschaft Wernigerode wieder her.
Bereits zu Beginn des 18. Jahrhunderts war die Burg erneut in einem sehr schlechten baulichen Zustand. 1737 soll noch ein Zimmer bewohnbar gewesen sein, das gelegentlich Mitglieder der Wernigeröder Hofgesellschaft bei Ausflügen nutzten. Als im Jahre 1743 ein Großbrand die Lange Straße des Ortes fast vollständig zerstörte, wurden zum Wiederaufbau der Häuser große Teile der Burg abgetragen, und der Bau verfiel weiter.

## Neuzeit
Zu Beginn der 2000er Jahre zog wieder Leben auf dem Burgberg ein. Stapelburger Vereine organisierten rund um die Burgruine ein Burgbergfest. Damit verbunden war die Idee, durch gemeinsame freiwillige Arbeit die Burgruine und die Wallanlagen  für die Zukunft vor weiterem Verfall zu schützen. Die Initiative erhielt einen rechtlichen Rahmen durch die Gründung des Vereins Interessengemeinschaft Burgberg e.V. im Jahre 2004. Weitere Ziele des Vereins sind die Förderung des Bürgerinteresses durch gezielte Öffentlichkeitsarbeit sowie die Erforschung und Aufbereitung der Historie der Burg.
In einer großen Gemeinschaftsaktion der Vereinsmitglieder, Stapelburger Bürger und Sponsoren wurden die Ruinenreste baulich gesichert, der alte Keller zu einem Veranstaltungsraum hergerichtet und das Gelände für Freiluftveranstaltungen nutzbar gemacht.  44 der aktivsten Beteiligten wurden vom Verein mit dem Titel „Ehrenritter der Stapelburg“ geehrt. Neben dem jährlichen zweitägigen Burgfest mit Gauklern, Markttreiben und künstlerischen Darbietungen – 2018 fand das 16. statt – gibt es auch zahlreiche Veranstaltungen im Burgkeller.